# Resolució 2031 del Consell de Seguretat de les Nacions Unides
La Resolució 2031 del Consell de Seguretat de les Nacions Unides fou adoptada per unanimitat el 21 de desembre de 2011. Després de recordar la resolució 1913 (2010), el Consell expressa seriosa preocupació per les notícies que persisteixen les violacions dels drets humans, en particular les execucions extrajudicials i les restriccions a les llibertats civils a la República Centreafricana, i acorda estendre el mandat de l'Oficina Integrada de les Nacions Unides a la República Centreafricana (BINUCA) fins al 31 de gener de 2013.
Alhora el consell insta:
- Al govern de la República Centreafricana a assegurar que es respecti plenament la llibertat d'expressió i de reunió, fins i tot per als partits de l'oposició, així com el estat de dret, elements essencials per la democràcia.

- Als partits de l'oposició i al Govern al fet que entaulin un diàleg constructiu per establir un entorn que faciliti la igualtat d'oportunitats durant el període previ al proper cicle electoral de la república.

De la mateixa forma, el Consell reitera el seu ple suport al procés de pau de Djibouti i la Carta Federal de Transició, que constitueixen el marc per aconseguir una solució política duradora en Somàlia, i exhorta al Govern de la República Centreafricana i a tots els grups armats al fet que mantinguin el seu compromís amb el procés de reconciliació nacional observant plenament les recomanacions del diàleg polític inclusiu conclòs en 2008, exigint que tots els grups armats cooperin amb el Govern en el procés de desarmament, desmobilització i reintegració.
Finalment, també «condemna enèrgicament» les incessants violacions del dret internacional humanitari i de les normes de drets humans, inclòs el reclutament i la utilització de nens, les morts i mutilacions, les violacions, la esclavitud sexual i les altres formes de violència sexual i els segrestos duts a terme pels grups armats, i en concret per l'Exèrcit de Resistència del Senyor, que representen una amenaça per a la població i per a la pau i l'estabilitat de la República Centreafricana i la subregió.